# Усна
Усне (лат. labia oris) су део усне дупље које чине њен предњи зид и прекривају део горњег и доњег зубног лука. Разликују се горња и доња усна које ограничавају тзв. усни отвор – почетни део дигестивног тракта. На свакој усни се описују: предња страна, задња страна и слободна ивица.
Предња страна усана је прекривена кожом. Предњи део горње усне се простире до носне пирамиде и носно-усног жлеба, а у њеном средишњем делу се налази жлеб под именом филтрум. Предњи део доње усне је ограничен брадно-усним жлебом који га одваја од коже браде.
Задња ивица је прекривена слузокожом која представља део оралне слузокоже. Испод ње је смештен подслузокожни слој који садржи растресито везивно ткиво и мале пљувачне жлезде.
Слободна ивица је дебела, испупчена и има ружичасту боју. Она је најдебља у средини, а затим се идући упоље полако истањује и коначно спаја са слободном ивицом супротне усне и притом образује тзв. усни угао. Споља од њега се налази комисура која означава место спајања горње и доње усне.
Мишићни део је углавном састављен из влакана кружног мишића усана.
Артерије потичу из горње и доње артерије усана, док се вене уливају у вене лица. Живци за мускулатуру усана су гране фацијалног нерва, док су сензитивни живци гране инфраорбиталног и брадног нерва.